# Triumph TR5
Triumph TR5 – brytyjski samochód sportowy, produkowany przez okres 13 miesięcy między sierpniem 1967 i wrześniem 1968 przez firmę Triumph Motor Company w Coventry.
Wizualnie identyczny z modelem TR4, różnice ukryte były pod nadwoziem, a największą z nich był silnik. TR5 napędzany był sześciocylindrowym silnikiem rzędowym o pojemności 2498 cm³, zasilanym wtryskiem paliwa Lucas i osiągającym moc maksymalną 152 KM (112 kW). Silnik ten był później stosowany w modelu TR6.
W tym czasie wtrysk paliwa był rzadko stosowany w samochodach. Triumph reklamował swój model jako "Pierwszy brytyjski samochód sportowy z wtryskiem paliwa - PI". Silnik ten zapewniał przyspieszenie od 0 do 50 mi/h (80 km/h) w 6,5 s i prędkość maksymalną 125 mi/h (201 km/h).
Standardowe wyposażenie obejmowało przednie hamulce tarczowe, niezależne tylne zawieszenie, zębatkowy układ kierowniczy oraz czterobiegową skrzynię biegów.  Opcjonalnie auto można było wyposażyć w nadbieg, szprychowe felgi oraz hardtop ze zdejmowanym panelem dachowym - znanym jako 'Surrey Top'. Do wyboru było 6 kolorów nadwozia.

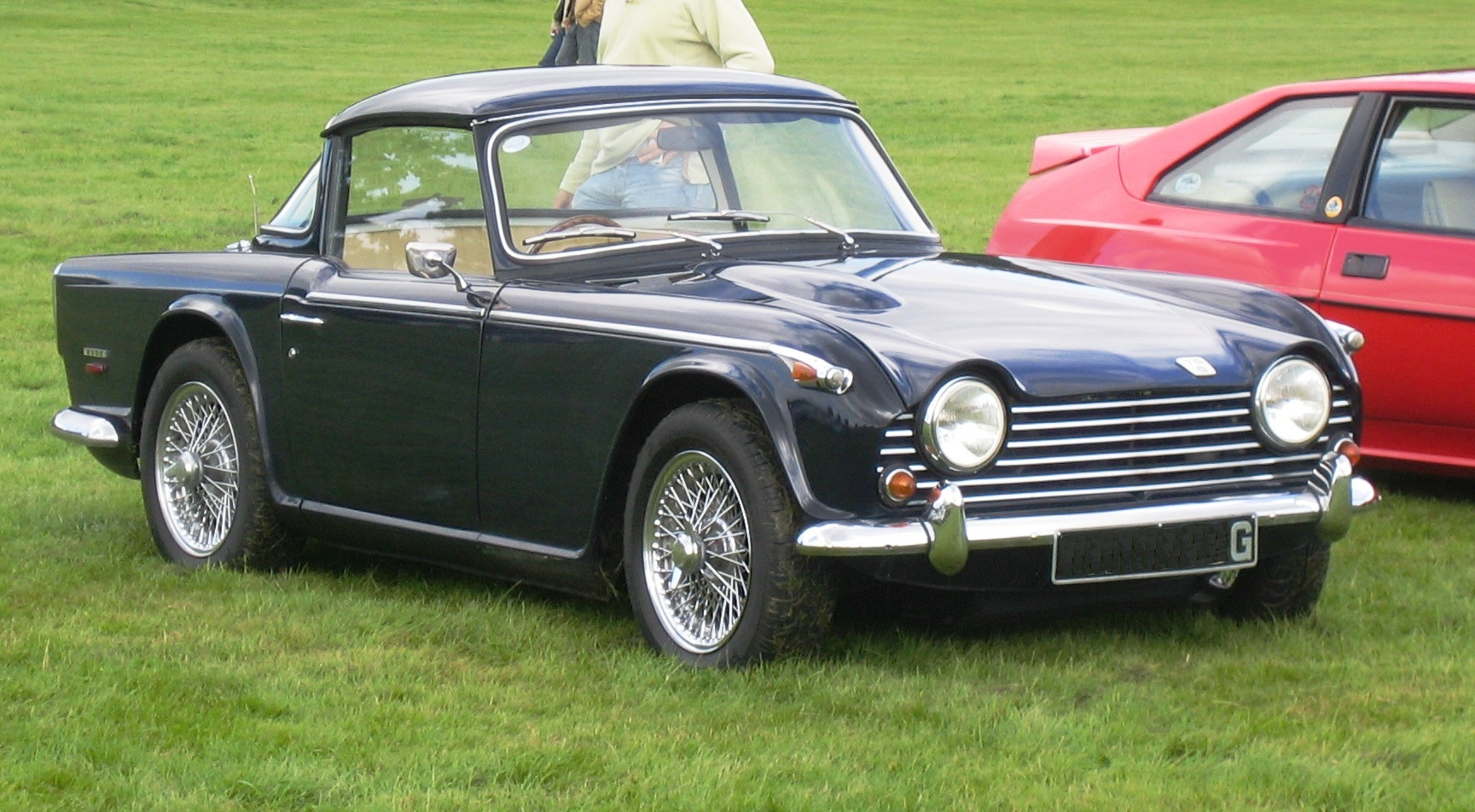
Triumph TR5 z hardtopem

TR5 był produkowany w małych ilościach, jeśli porównać go z późniejszym TR6. Wyprodukowano 2947 sztuk - pierwszy został zmontowany 29 sierpnia 1967, natomiast ostatni 19 września 1968. Z tego 1161 przeznaczonych było na rynek brytyjski, pozostałe przystosowane były do ruchu prawostronnego i zostały wyeksportowane głównie do Francji, Belgii i Niemiec. W tym samym czasie 8484 sztuk modelu TR250 zostało wyprodukowanych na rynek amerykański. Model ten różnił się od TR5 jedynie innym układem zasilania silnika.
Charakterystyczną cechą układu wtryskowego Lucasa w modelu TR5 był spadek mocy silnika w przypadku, gdy poziom paliwa w zbiorniku spadał poniżej 1/4 objętości. Było to spowodowane umiejscowieniem wlotu przewodu powrotnego paliwa do zbiornika bardzo blisko wysokocisnieniowej pompy paliwa. Gdy poziom paliwa spadał poniżej poziomu krytycznego (około 14  litrów), rozbryzg powodował pobieranie przez pompę lekko napowietrzonego paliwa. Niezużyte paliwo (wciąż napowietrzone) wracało z powrotem do zbiornika. W miarę powtarzania się tego cyklu, rosła ilość powietrza w paliwie, osiągając poziom, w którym zaczynała ona wpływać na pracę silnika. Problem znikał przy dodaniu już około 5 litrów paliwa.